# ساموست، کالیفرنیا
ساموست (به انگلیسی: Samoset) یک منطقهٔ مسکونی در ایالات متحده آمریکا است که در شهرستان ماناته، فلوریدا واقع شده‌است. ساموست ۵ کیلومتر مربع مساحت و ۳٬۴۴۰ نفر جمعیت دارد و ۹ متر بالاتر از سطح دریا واقع شده‌است.